# Rennigishausen
Die Wüstung Rennigishausen (auch: Rennigishusen) war im Mittelalter eine Siedlung auf dem heutigen Gebiet der Stadt Heusenstamm im Landkreis Offenbach in Hessen.
Das Dorf lag damals zwischen dem erst später gegründeten Heusenstamm und dem früheren Kloster Patershausen an der Bieber. Nach Ansicht des Historikers Karl Nahrgang wurde das Dorf bereits nach der Gründung des Klosters im Jahr 1252 wüst, da sich die Bewohner am Kloster niedergelassen hätten. Im Jahr 1210 wird eine Schenkung des Ortes an das Kloster Patershausen erwähnt und im Jahr 1220 wird Rennigishausen als Besitz des Klosters Lorsch genannt. Rennigishausen gehörte zum Kirchspiel von Mühlheim am Main. Politisch lag er im Maingau und gehörte wirtschaftlich der Bellinger Mark an.
1385 wird noch eine Mühle zu Rennigishausen erwähnt, jedoch scheint der Ort damals schon wüst gewesen zu sein. Diese Mühle wurde 1576 noch einmal erwähnt und bestand wahrscheinlich bis ins 18. Jahrhundert.

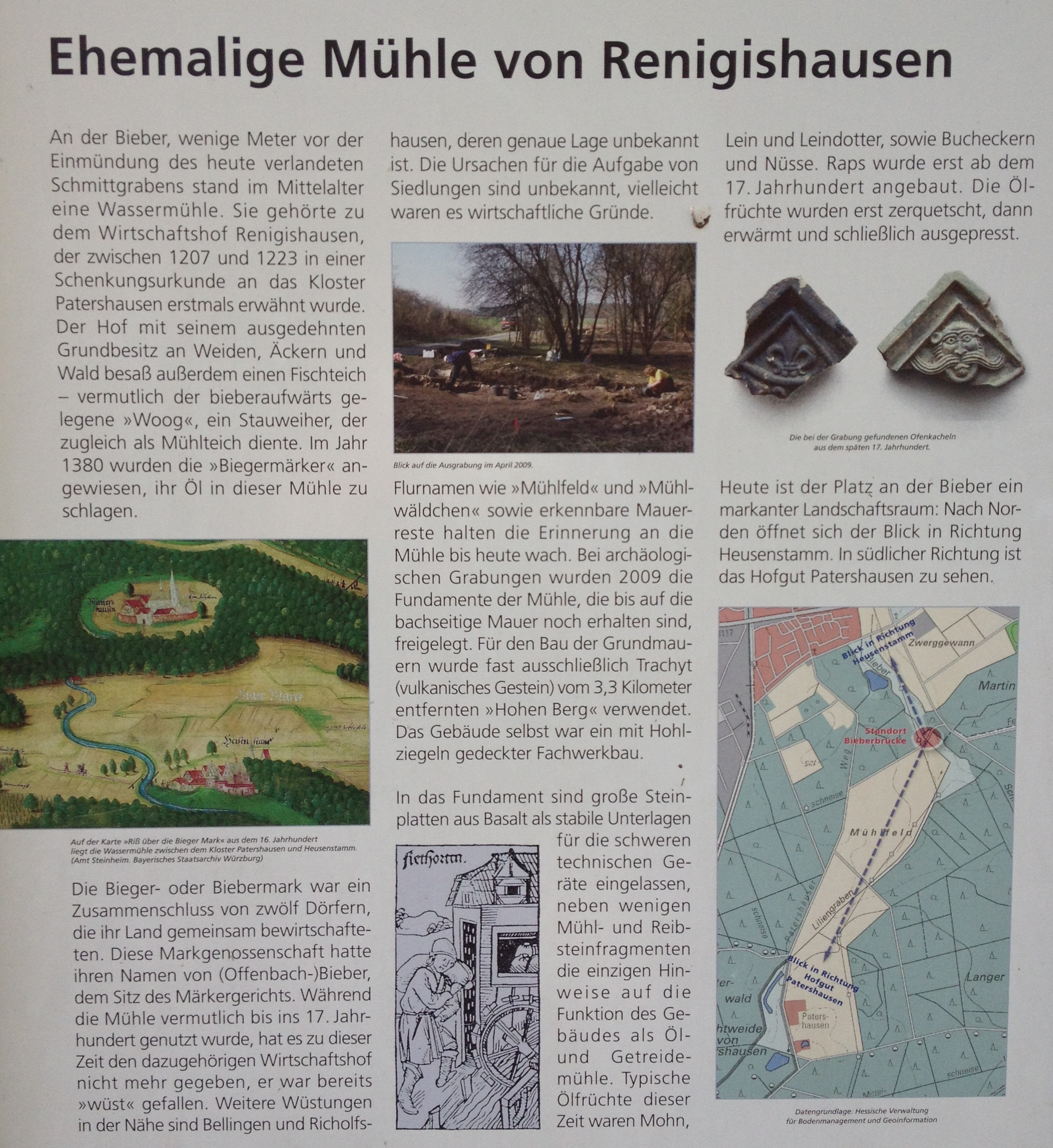
Infotafel neben den Fundamenten der Mühle

Im April 2009 begannen Ausgrabungen der Grundmauern dieser Mühle im sogenannten Mühlwäldchen durch die Kreisdenkmalpflegerin. Dabei wurden auch Scherben aus dem 15. und 16. Jahrhundert gefunden.
Im September 2010 wurde neben der ehemaligen Mühle eine neue Brücke aus Bruchsteinen errichtet und eine Tafel mit der Geschichte der Mühle und des Dorfes eingeweiht.